# Лясковка
Лясковка — деревня в Смоленском районе Смоленской области России. Входит в состав Сметанинского сельского поселения. Население — 6 жителей (2007 год). 
Расположена в западной части области в 30 км к западу от Смоленска, в 2,5 км севернее автодороги А141 Орёл — Витебск, на берегу реки Купринка. В 2 км севернее деревни расположена железнодорожная станция Лелеквинская на линии Смоленск — Витебск. 

## История
В годы Великой Отечественной войны деревня была оккупирована гитлеровскими войсками в июле 1941 года, освобождена в сентябре 1943 года. 